# Llista de topònims de la Vansa i Fórnols
Llista de topònims (noms propis de lloc) del municipi de la Vansa i Fórnols, a l'Alt Urgell
Informació actualitzada per un bot. Els canvis manuals es perdran quan s'actualitzi!

## borda
| imatge | Nom                      | Ubicat a           | instància de | Detalls | coordenades                                                         | Protecció | Commons (més fotos)    | Dades a WD                    |
| ------ | ------------------------ | ------------------ | ------------ | ------- | ------------------------------------------------------------------- | --------- | ---------------------- | ----------------------------- |
|        | Barraca de Sangonelles   | la Vansa i Fórnols | borda        |         | 42° 11′ 56″ N, 1° 30′ 27″ E / 42.198857°N,1.507397°E 1945 msnm      |           | Barraca de Sangonelles | Modifica les dades a Wikidata |
|        | cortal de Sant Quiro     | la Vansa i Fórnols | borda        |         | 42° 13′ 24″ N, 1° 29′ 04″ E / 42.2234422137231°N,1.48448187842708°E |           |                        | Modifica les dades a Wikidata |
|        | cortal de la Plana d'Arç | la Vansa i Fórnols | borda        |         | 42° 13′ 28″ N, 1° 30′ 37″ E / 42.2243487345345°N,1.51036627599219°E |           |                        | Modifica les dades a Wikidata |
|        | cortal de les Colladetes | la Vansa i Fórnols | borda        |         | 42° 12′ 48″ N, 1° 28′ 15″ E / 42.2133828104585°N,1.47093573548788°E |           |                        | Modifica les dades a Wikidata |
|        | cortal del Cintarró      | la Vansa i Fórnols | borda        |         | 42° 17′ 12″ N, 1° 30′ 43″ E / 42.2866797685117°N,1.51180929314634°E |           |                        | Modifica les dades a Wikidata |
|        | cortal del Josepó        | la Vansa i Fórnols | borda        |         | 42° 12′ 57″ N, 1° 29′ 33″ E / 42.2159288084692°N,1.49250020715075°E |           |                        | Modifica les dades a Wikidata |
|        | cortal del Porta         | la Vansa i Fórnols | borda        |         | 42° 17′ 32″ N, 1° 31′ 41″ E / 42.2922217529062°N,1.52811494701197°E |           |                        | Modifica les dades a Wikidata |
|        | cortal del Ribó          | la Vansa i Fórnols | borda        |         | 42° 14′ 20″ N, 1° 29′ 07″ E / 42.2389696836552°N,1.48524955556419°E |           |                        | Modifica les dades a Wikidata |
|        | cortal del Romà          | la Vansa i Fórnols | borda        |         | 42° 12′ 54″ N, 1° 29′ 03″ E / 42.2151149652531°N,1.48405104250114°E |           |                        | Modifica les dades a Wikidata |
|        | cortal dels Plans        | la Vansa i Fórnols | borda        |         | 42° 13′ 29″ N, 1° 27′ 14″ E / 42.224846391615°N,1.453924587722°E    |           |                        | Modifica les dades a Wikidata |

## entitat singular de població
| imatge | Nom                  | Ubicat a           | instància de                                   | Detalls | coordenades                                                                | Protecció | Commons (més fotos)          | Dades a WD                    |
| ------ | -------------------- | ------------------ | ---------------------------------------------- | ------- | -------------------------------------------------------------------------- | --------- | ---------------------------- | ----------------------------- |
|        | Adraén               | la Vansa i Fórnols | entitat singular de població                   | 21 hab  | 42° 16′ 29″ N, 1° 29′ 57″ E / 42.2748°N,1.49915°E 1434 msnm                |           | Adraén                       | Modifica les dades a Wikidata |
|        | Colldarnat           | la Vansa i Fórnols | entitat singular de població                   | 14 hab  | 42° 15′ 02″ N, 1° 24′ 33″ E / 42.2505°N,1.4091°E 1243 msnm                 |           | Colldarnat                   | Modifica les dades a Wikidata |
|        | Cornellana           | la Vansa i Fórnols | entitat singular de població                   | 30 hab  | 42° 15′ 37″ N, 1° 32′ 19″ E / 42.260289°N,1.538724°E 1330 msnm             |           | Cornellana (Alt Urgell)      | Modifica les dades a Wikidata |
|        | Fórnols de Cadí      | la Vansa i Fórnols | entitat singular de població                   | 27 hab  | 42° 15′ 10″ N, 1° 30′ 56″ E / 42.25267806°N,1.51554167°E 1285 msnm         |           | Fórnols de Cadí              | Modifica les dades a Wikidata |
|        | Montargull           | la Vansa i Fórnols | entitat singular de població                   | 2 hab   | 42° 14′ 16″ N, 1° 29′ 53″ E / 42.237738888889°N,1.4980972222222°E 975 msnm |           |                              | Modifica les dades a Wikidata |
|        | Ossera               | la Vansa i Fórnols | entitat singular de població                   | 34 hab  | 42° 13′ 05″ N, 1° 28′ 18″ E / 42.21805556°N,1.47176667°E 1250 msnm         |           | Ossera                       | Modifica les dades a Wikidata |
|        | Padrinàs             | la Vansa i Fórnols | entitat singular de població                   | 10 hab  | 42° 13′ 04″ N, 1° 29′ 49″ E / 42.21771667°N,1.49695278°E 1127 msnm         |           | Padrinàs                     | Modifica les dades a Wikidata |
|        | Sant Pere            | la Vansa i Fórnols | entitat singular de població                   | 1 hab   | 42° 13′ 46″ N, 1° 29′ 42″ E / 42.22943333°N,1.49511944°E 1036 msnm         |           |                              | Modifica les dades a Wikidata |
|        | Sisquer              | la Vansa i Fórnols | entitat singular de població                   | 14 hab  | 42° 14′ 53″ N, 1° 28′ 20″ E / 42.24815833°N,1.47219167°E 1182 msnm         |           | Sisquer (la Vansa i Fórnols) | Modifica les dades a Wikidata |
|        | Sorribes de la Vansa | la Vansa i Fórnols | entitat singular de població capital municipal | 29 hab  | 42° 13′ 59″ N, 1° 29′ 04″ E / 42.23317222°N,1.4845°E 995 msnm              |           | Sorribes de la Vansa         | Modifica les dades a Wikidata |
|        | la Barceloneta       | la Vansa i Fórnols | entitat singular de població                   | 7 hab   | 42° 14′ 14″ N, 1° 27′ 07″ E / 42.23733333°N,1.45201389°E 900 msnm          |           |                              | Modifica les dades a Wikidata |

## església
| imatge | Nom                                 | Ubicat a             | instància de     | Detalls                                               | coordenades                                                                           | Protecció                                  | Commons (més fotos)            | Dades a WD                    |
| ------ | ----------------------------------- | -------------------- | ---------------- | ----------------------------------------------------- | ------------------------------------------------------------------------------------- | ------------------------------------------ | ------------------------------ | ----------------------------- |
|        | Sant Antoni                         | la Vansa i Fórnols   | església         |                                                       | 42° 15′ 01″ N, 1° 24′ 32″ E / 42.250211742439°N,1.40896414139767°E                    |                                            |                                | Modifica les dades a Wikidata |
|        | Sant Climent de Fórnols             | la Vansa i Fórnols   | església         |                                                       | 42° 15′ 10″ N, 1° 30′ 56″ E / 42.2528°N,1.51567°E                                     | bé cultural d'interès local                | Sant Climent de Fórnols        | Modifica les dades a Wikidata |
|        | Sant Jaume de Fórnols del Cadí      | la Vansa i Fórnols   | església ermita  | Estil: arquitectura romànica                          | 42° 14′ 27″ N, 1° 29′ 51″ E / 42.2408°N,1.4975°E                                      | bé cultural d'interès local                | Sant Jaume de Fórnols del Cadí | Modifica les dades a Wikidata |
|        | Sant Julià dels Garrics             | la Vansa i Fórnols   | església         | Estil: arquitectura romànica                          | 42° 14′ 56″ N, 1° 27′ 36″ E / 42.2488°N,1.45998°E                                     | bé cultural d'interès local                | Sant Julià dels Garrics        | Modifica les dades a Wikidata |
|        | Sant Martí d'Adraén                 | la Vansa i Fórnols   | església         | Estil: arquitectura popular                           | 42° 16′ 30″ N, 1° 29′ 57″ E / 42.2751°N,1.49916°E                                     | bé cultural d'interès local                | Sant Martí d'Adraén            | Modifica les dades a Wikidata |
|        | Sant Martí de la Vansa              | Sorribes de la Vansa | església         | Estil: arquitectura popular                           | 42° 14′ 01″ N, 1° 28′ 49″ E / 42.233556°N,1.480278°E                                  | bé cultural d'interès local                | Sant Martí de Sorribes         | Modifica les dades a Wikidata |
|        | Sant Pere de Cornellana             | la Vansa i Fórnols   | església         |                                                       | 42° 15′ 37″ N, 1° 32′ 18″ E / 42.2603°N,1.53828°E                                     | bé cultural d'interès local                | Sant Pere de Cornellana        | Modifica les dades a Wikidata |
|        | Sant Pere de la Vansa               | Ossera               | església         | Estil: arquitectura romànica 12nd century             | 42° 13′ 54″ N, 1° 29′ 46″ E / 42.231712313004°N,1.4961708798707°E ca:Ossera 1005 msnm | bé cultural d'interès local                | Sant Pere de la Vansa          | Modifica les dades a Wikidata |
|        | Sant Quirze i Santa Julita d'Ossera | la Vansa i Fórnols   | església         | Estil: arquitectura romànica arquitectura barroca 938 | 42° 13′ 06″ N, 1° 28′ 18″ E / 42.218226°N,1.471606°E 807 msnm                         | bé cultural d'interès local                |                                | Modifica les dades a Wikidata |
|        | Sant Salvador d'Adraén              | la Vansa i Fórnols   | església         | Estil: arquitectura popular                           | 42° 17′ 38″ N, 1° 31′ 48″ E / 42.2938°N,1.53004°E                                     | bé cultural d'interès local                |                                | Modifica les dades a Wikidata |
|        | capella de la Santa Creu            | la Vansa i Fórnols   | església capella | Estil: arquitectura popular                           | 42° 13′ 04″ N, 1° 29′ 49″ E / 42.217829°N,1.496817°E                                  | bé integrant del patrimoni cultural català |                                | Modifica les dades a Wikidata |
|        | església parroquial de Sant Romà    | la Vansa i Fórnols   | església         | Estil: arquitectura romànica                          | 42° 14′ 54″ N, 1° 28′ 19″ E / 42.248402°N,1.472066°E                                  | bé cultural d'interès local                | Sant Romà de Sisquer           | Modifica les dades a Wikidata |
|        | església parroquial de Sant Vicenç  | la Vansa i Fórnols   | església         | Estil: arquitectura romànica                          | 42° 15′ 58″ N, 1° 27′ 54″ E / 42.266228°N,1.464888°E                                  | bé integrant del patrimoni cultural català | Sant Vicenç de Banyeres        | Modifica les dades a Wikidata |

## font
| imatge | Nom               | Ubicat a           | instància de | Detalls | coordenades                                                         | Protecció | Commons (més fotos) | Dades a WD                    |
| ------ | ----------------- | ------------------ | ------------ | ------- | ------------------------------------------------------------------- | --------- | ------------------- | ----------------------------- |
|        | font de Cadí      | la Vansa i Fórnols | font         |         | 42° 16′ 42″ N, 1° 34′ 07″ E / 42.2781992649239°N,1.56864344489676°E |           |                     | Modifica les dades a Wikidata |
|        | font del Diumenge | la Vansa i Fórnols | font         |         | 42° 11′ 39″ N, 1° 30′ 20″ E / 42.1942239478542°N,1.50555134368303°E |           | Font del Diumenge   | Modifica les dades a Wikidata |
|        | font del Reboll   | la Vansa i Fórnols | font         |         | 42° 17′ 05″ N, 1° 31′ 12″ E / 42.2847686748179°N,1.52001680268476°E |           |                     | Modifica les dades a Wikidata |
|        | font dels Corrals | la Vansa i Fórnols | font         |         | 42° 15′ 45″ N, 1° 34′ 43″ E / 42.2625806721118°N,1.57859931343113°E |           |                     | Modifica les dades a Wikidata |

## masia
| imatge | Nom                      | Ubicat a           | instància de | Detalls       | coordenades                                                                   | Protecció | Commons (més fotos) | Dades a WD                    |
| ------ | ------------------------ | ------------------ | ------------ | ------------- | ----------------------------------------------------------------------------- | --------- | ------------------- | ----------------------------- |
|        | Ca l'Amador              | la Vansa i Fórnols | masia        |               | 42° 14′ 39″ N, 1° 27′ 09″ E / 42.2441234463023°N,1.45237600922735°E           |           |                     | Modifica les dades a Wikidata |
|        | Ca l'Estevet             | la Vansa i Fórnols | masia        |               | 42° 14′ 20″ N, 1° 27′ 03″ E / 42.23876144023°N,1.45078607206865°E             |           |                     | Modifica les dades a Wikidata |
|        | Cal Baró                 | la Vansa i Fórnols | masia        |               | 42° 14′ 16″ N, 1° 27′ 06″ E / 42.2379077889936°N,1.45159472749038°E           |           |                     | Modifica les dades a Wikidata |
|        | Cal Boi                  | la Vansa i Fórnols | masia        |               | 42° 15′ 04″ N, 1° 28′ 23″ E / 42.2511117256376°N,1.47317633663142°E           |           |                     | Modifica les dades a Wikidata |
|        | Cal Casanova             | la Vansa i Fórnols | masia        |               | 42° 14′ 21″ N, 1° 26′ 37″ E / 42.2390426065743°N,1.44361641727902°E           |           |                     | Modifica les dades a Wikidata |
|        | Cal Cintarró             | la Vansa i Fórnols | masia        |               | 42° 15′ 18″ N, 1° 27′ 09″ E / 42.2548764421673°N,1.45236764969998°E           |           |                     | Modifica les dades a Wikidata |
|        | Cal Coix                 | la Vansa i Fórnols | masia        |               | 42° 14′ 27″ N, 1° 26′ 08″ E / 42.2407870794049°N,1.4354773193167°E            |           |                     | Modifica les dades a Wikidata |
|        | Cal Ferràs               | la Vansa i Fórnols | masia        |               | 42° 15′ 48″ N, 1° 27′ 41″ E / 42.2634555039418°N,1.46146937032223°E           |           |                     | Modifica les dades a Wikidata |
|        | Cal Gilió                | la Vansa i Fórnols | masia        |               | 42° 14′ 57″ N, 1° 26′ 05″ E / 42.2492592272727°N,1.43463759856295°E           |           |                     | Modifica les dades a Wikidata |
|        | Cal Jep                  | la Vansa i Fórnols | masia        |               | 42° 15′ 59″ N, 1° 27′ 38″ E / 42.2664980842988°N,1.4606921215955°E            |           |                     | Modifica les dades a Wikidata |
|        | Cal Joan                 | la Vansa i Fórnols | masia        |               | 42° 14′ 41″ N, 1° 26′ 55″ E / 42.244587359183°N,1.4485942783787°E             |           |                     | Modifica les dades a Wikidata |
|        | Cal Joanetó              | la Vansa i Fórnols | masia        |               | 42° 15′ 18″ N, 1° 27′ 12″ E / 42.2549258619236°N,1.45336051088879°E           |           |                     | Modifica les dades a Wikidata |
|        | Cal Marroi               | la Vansa i Fórnols | masia        |               | 42° 14′ 20″ N, 1° 25′ 37″ E / 42.2388151290987°N,1.42694529394765°E           |           |                     | Modifica les dades a Wikidata |
|        | Cal Muntada              | la Vansa i Fórnols | masia        |               | 42° 14′ 28″ N, 1° 27′ 45″ E / 42.2411607149497°N,1.46243544792789°E           |           |                     | Modifica les dades a Wikidata |
|        | Cal Paller               | la Vansa i Fórnols | masia        |               | 42° 13′ 08″ N, 1° 30′ 07″ E / 42.218989712027°N,1.50203533269169°E            |           |                     | Modifica les dades a Wikidata |
|        | Cal Pauet                | la Vansa i Fórnols | masia        |               | 42° 13′ 13″ N, 1° 29′ 09″ E / 42.2202524476391°N,1.48572132807998°E           |           |                     | Modifica les dades a Wikidata |
|        | Cal Perabaixa            | la Vansa i Fórnols | masia        |               | 42° 14′ 21″ N, 1° 27′ 36″ E / 42.2391729134645°N,1.4599385623478°E            |           |                     | Modifica les dades a Wikidata |
|        | Cal Pessic               | la Vansa i Fórnols | masia        |               | 42° 14′ 47″ N, 1° 25′ 02″ E / 42.2464623913109°N,1.41721592009327°E           |           |                     | Modifica les dades a Wikidata |
|        | Cal Pomer                | la Vansa i Fórnols | masia        |               | 42° 14′ 08″ N, 1° 26′ 56″ E / 42.235547358238°N,1.448865053002°E              |           |                     | Modifica les dades a Wikidata |
|        | Cal Portell              | la Vansa i Fórnols | masia        |               | 42° 16′ 05″ N, 1° 28′ 20″ E / 42.2681726340665°N,1.47209770178579°E           |           |                     | Modifica les dades a Wikidata |
|        | Cal Quelo de Baix        | la Vansa i Fórnols | masia        |               | 42° 14′ 10″ N, 1° 27′ 03″ E / 42.2362206315525°N,1.45070280176547°E           |           |                     | Modifica les dades a Wikidata |
|        | Cal Quintona             | la Vansa i Fórnols | masia        |               | 42° 14′ 39″ N, 1° 27′ 29″ E / 42.2442723503731°N,1.45808124798339°E           |           |                     | Modifica les dades a Wikidata |
|        | Cal Reboll               | la Vansa i Fórnols | masia        |               | 42° 13′ 45″ N, 1° 31′ 00″ E / 42.2290687960618°N,1.51668987521632°E           |           |                     | Modifica les dades a Wikidata |
|        | Cal Ribó                 | la Vansa i Fórnols | masia        |               | 42° 13′ 58″ N, 1° 29′ 04″ E / 42.2327816837274°N,1.48450078679256°E           |           |                     | Modifica les dades a Wikidata |
|        | Cal Ruelo                | la Vansa i Fórnols | masia        |               | 42° 14′ 07″ N, 1° 27′ 08″ E / 42.2352960932541°N,1.4522645386763°E            |           |                     | Modifica les dades a Wikidata |
|        | Cal Sanç                 | la Vansa i Fórnols | masia        |               | 42° 15′ 07″ N, 1° 31′ 38″ E / 42.251928127445°N,1.5272082082481°E             |           |                     | Modifica les dades a Wikidata |
|        | Cal Secalló              | la Vansa i Fórnols | masia        |               | 42° 14′ 26″ N, 1° 27′ 34″ E / 42.2404896862142°N,1.45940961296774°E           |           |                     | Modifica les dades a Wikidata |
|        | Cal Serra                | la Vansa i Fórnols | masia        |               | 42° 15′ 10″ N, 1° 26′ 54″ E / 42.252689953246°N,1.4483956710135°E             |           |                     | Modifica les dades a Wikidata |
|        | Cal Soldat               | la Vansa i Fórnols | masia        |               | 42° 15′ 19″ N, 1° 27′ 07″ E / 42.2553390348447°N,1.45194415881047°E           |           |                     | Modifica les dades a Wikidata |
|        | Cal Ton Xic              | la Vansa i Fórnols | masia        |               | 42° 14′ 44″ N, 1° 24′ 59″ E / 42.245685774512°N,1.41641110914797°E            |           |                     | Modifica les dades a Wikidata |
|        | Cal Torra                | la Vansa i Fórnols | masia        |               | 42° 15′ 57″ N, 1° 27′ 53″ E / 42.2659378843216°N,1.46458572702802°E           |           |                     | Modifica les dades a Wikidata |
|        | Cal Torà                 | la Vansa i Fórnols | masia        |               | 42° 16′ 38″ N, 1° 30′ 04″ E / 42.2771370686949°N,1.5010224928798°E            |           |                     | Modifica les dades a Wikidata |
|        | Cal Valentí de l'Espluga | la Vansa i Fórnols | masia        |               | 42° 14′ 19″ N, 1° 25′ 18″ E / 42.23874167°N,1.42156944°E                      |           |                     | Modifica les dades a Wikidata |
|        | Cal Vinyal               | la Vansa i Fórnols | masia        |               | 42° 14′ 26″ N, 1° 26′ 14″ E / 42.2404499268985°N,1.43717033294341°E           |           |                     | Modifica les dades a Wikidata |
|        | Cal Xico                 | la Vansa i Fórnols | masia        |               | 42° 15′ 58″ N, 1° 27′ 52″ E / 42.2661968614603°N,1.46442181661834°E           |           |                     | Modifica les dades a Wikidata |
|        | Cal Xulí                 | la Vansa i Fórnols | masia        |               | 42° 14′ 11″ N, 1° 30′ 17″ E / 42.236305644898°N,1.50459501983887°E            |           |                     | Modifica les dades a Wikidata |
|        | Capdelroc                | la Vansa i Fórnols | masia        |               | 42° 13′ 39″ N, 1° 29′ 54″ E / 42.2275157927612°N,1.49839233878815°E           |           |                     | Modifica les dades a Wikidata |
|        | Casa de Coll de Creus    | la Vansa i Fórnols | masia        |               | 42° 16′ 45″ N, 1° 29′ 03″ E / 42.279284843791°N,1.4841253113381°E             |           |                     | Modifica les dades a Wikidata |
|        | Casal                    | la Vansa i Fórnols | masia        |               | 42° 13′ 43″ N, 1° 26′ 21″ E / 42.2285356154485°N,1.43919716078804°E           |           |                     | Modifica les dades a Wikidata |
|        | Corones                  | la Vansa i Fórnols | masia        |               | 42° 15′ 00″ N, 1° 26′ 21″ E / 42.2498793506264°N,1.43916794698102°E           |           |                     | Modifica les dades a Wikidata |
|        | Cortal del Porta         | la Vansa i Fórnols | masia        | Estat: ruïnós | 42° 17′ 26″ N, 1° 31′ 04″ E / 42.2906299836956°N,1.51780539024858°E 1645 msnm |           |                     | Modifica les dades a Wikidata |
|        | Madern                   | la Vansa i Fórnols | masia        |               | 42° 13′ 11″ N, 1° 28′ 51″ E / 42.2197179620565°N,1.48071804571629°E           |           |                     | Modifica les dades a Wikidata |
|        | Pujals                   | la Vansa i Fórnols | masia        |               | 42° 14′ 34″ N, 1° 26′ 49″ E / 42.2426726028715°N,1.44698151234902°E           |           |                     | Modifica les dades a Wikidata |
|        | el Coll Bataller         | la Vansa i Fórnols | masia        |               | 42° 15′ 17″ N, 1° 27′ 36″ E / 42.2546467724483°N,1.46005909001012°E           |           |                     | Modifica les dades a Wikidata |
|        | el Cortalet              | la Vansa i Fórnols | masia        |               | 42° 15′ 56″ N, 1° 29′ 16″ E / 42.2654281885399°N,1.48790201801235°E           |           |                     | Modifica les dades a Wikidata |
|        | el Cussarell             | la Vansa i Fórnols | masia        |               | 42° 15′ 02″ N, 1° 27′ 31″ E / 42.2506107531056°N,1.45861779883654°E           |           |                     | Modifica les dades a Wikidata |
|        | l'Era de Polla           | la Vansa i Fórnols | masia        |               | 42° 13′ 16″ N, 1° 27′ 54″ E / 42.2210862553045°N,1.46511574891254°E           |           |                     | Modifica les dades a Wikidata |
|        | la Guàrdia               | la Vansa i Fórnols | masia        |               | 42° 13′ 58″ N, 1° 28′ 42″ E / 42.232828°N,1.478287°E 984 msnm                 |           |                     | Modifica les dades a Wikidata |

## molí d'aigua
| imatge | Nom                | Ubicat a           | instància de | Detalls                     | coordenades                                                         | Protecció                   | Commons (més fotos) | Dades a WD                    |
| ------ | ------------------ | ------------------ | ------------ | --------------------------- | ------------------------------------------------------------------- | --------------------------- | ------------------- | ----------------------------- |
|        | Molí d'Adraén      | la Vansa i Fórnols | molí d'aigua | Estil: arquitectura popular | 42° 16′ 36″ N, 1° 30′ 12″ E / 42.276534°N,1.503311°E                | bé cultural d'interès local |                     | Modifica les dades a Wikidata |
|        | Molí de Cornellana | la Vansa i Fórnols | molí d'aigua | Estil: arquitectura popular | 42° 15′ 24″ N, 1° 32′ 39″ E / 42.256647°N,1.544137°E                | bé cultural d'interès local |                     | Modifica les dades a Wikidata |
|        | Molí de Fórnols    | la Vansa i Fórnols | molí d'aigua | Estil: arquitectura popular | 42° 14′ 37″ N, 1° 31′ 32″ E / 42.243611111111°N,1.5255555555556°E   | bé cultural d'interès local | Molí de Fórnols     | Modifica les dades a Wikidata |
|        | Molí del Batlle    | la Vansa i Fórnols | molí d'aigua |                             | 42° 13′ 58″ N, 1° 29′ 20″ E / 42.2328861682999°N,1.48900640537286°E |                             |                     | Modifica les dades a Wikidata |
|        | Molí del Vinyal    | la Vansa i Fórnols | molí d'aigua |                             | 42° 14′ 18″ N, 1° 26′ 44″ E / 42.2382493014487°N,1.44555081339941°E |                             |                     | Modifica les dades a Wikidata |

## muntanya
| imatge | Nom                       | Ubicat a                                                   | instància de | Detalls | coordenades                                                             | Protecció | Commons (més fotos)         | Dades a WD                    |
| ------ | ------------------------- | ---------------------------------------------------------- | ------------ | ------- | ----------------------------------------------------------------------- | --------- | --------------------------- | ----------------------------- |
|        | Cap de la Costa           | Alàs i Cerc la Vansa i Fórnols                             | muntanya     |         | 42° 17′ 07″ N, 1° 34′ 08″ E / 42.28526306°N,1.56883444°E 2436 msnm      |           |                             | Modifica les dades a Wikidata |
|        | Cap de la Fesa            | Alàs i Cerc la Vansa i Fórnols                             | muntanya     |         | 42° 16′ 55″ N, 1° 33′ 19″ E / 42.28199722°N,1.55530556°E 2382 msnm      |           | Cap de la Fesa              | Modifica les dades a Wikidata |
|        | Cap de la Guàrdia         | la Vansa i Fórnols                                         | muntanya     |         | 42° 11′ 49″ N, 1° 28′ 59″ E / 42.1969°N,1.48304°E 1875 msnm             |           |                             | Modifica les dades a Wikidata |
|        | Pedró dels Quatre Batlles | la Coma i la Pedra Fígols i Alinyà la Vansa i Fórnols Odèn | muntanya     |         | 42° 11′ 05″ N, 1° 31′ 15″ E / 42.1847955583°N,1.5209102343°E 2387 msnm  |           | Pedró dels Quatre Batlles   | Modifica les dades a Wikidata |
|        | Puig Galliner             | la Vansa i Fórnols                                         | muntanya     |         | 42° 17′ 16″ N, 1° 30′ 58″ E / 42.28788°N,1.516178°E 1676.6 msnm         |           |                             | Modifica les dades a Wikidata |
|        | Puig Galliner             | Josa i Tuixén la Vansa i Fórnols                           | muntanya     |         | 42° 15′ 26″ N, 1° 34′ 27″ E / 42.2572°N,1.57411°E 1872 msnm             |           | Puig Galliner (Cadinell)    | Modifica les dades a Wikidata |
|        | Puig de Serreïnes         | Ribera d'Urgellet la Vansa i Fórnols                       | muntanya     |         | 42° 15′ 44″ N, 1° 26′ 06″ E / 42.2622°N,1.43492°E 1686.1 msnm           |           |                             | Modifica les dades a Wikidata |
|        | Roc de l'Àliga            | Josa i Tuixén la Vansa i Fórnols                           | muntanya     |         | 42° 14′ 48″ N, 1° 32′ 52″ E / 42.24671667°N,1.54775556°E 1672 msnm      |           | Roc de l'Àliga (Cadinell)   | Modifica les dades a Wikidata |
|        | Roc de l'Àliga            | Ribera d'Urgellet la Vansa i Fórnols                       | muntanya     |         | 42° 16′ 25″ N, 1° 28′ 33″ E / 42.27372222°N,1.4758°E 1590.6 msnm        |           |                             | Modifica les dades a Wikidata |
|        | Roc de la Corbera         | la Vansa i Fórnols                                         | muntanya     |         | 42° 15′ 28″ N, 1° 30′ 21″ E / 42.25784444°N,1.50571111°E 1494.7 msnm    |           |                             | Modifica les dades a Wikidata |
|        | Roca dels Morruts         | Fígols i Alinyà la Vansa i Fórnols                         | muntanya     |         | 42° 13′ 26″ N, 1° 25′ 24″ E / 42.22376389°N,1.42331667°E                |           |                             | Modifica les dades a Wikidata |
|        | Serrat de Sanaüja         | la Vansa i Fórnols                                         | muntanya     |         | 42° 13′ 49″ N, 1° 26′ 12″ E / 42.2303°N,1.43678°E 1391.8 msnm           |           |                             | Modifica les dades a Wikidata |
|        | Torreta de Cadí           | Cava la Vansa i Fórnols                                    | muntanya     |         | 42° 17′ 13″ N, 1° 35′ 03″ E / 42.2870741235°N,1.58419812657°E 2562 msnm |           | Torreta de Cadí             | Modifica les dades a Wikidata |
|        | Tossa Pelada              | la Coma i la Pedra la Vansa i Fórnols                      | muntanya     |         | 42° 11′ 26″ N, 1° 31′ 21″ E / 42.19055556°N,1.5225°E 2379 msnm          |           | Tossa Pelada                | Modifica les dades a Wikidata |
|        | Tossal Rater              | la Vansa i Fórnols                                         | muntanya     |         | 42° 16′ 25″ N, 1° 29′ 42″ E / 42.27366944°N,1.49495278°E 1475.4 msnm    |           |                             | Modifica les dades a Wikidata |
|        | Turó de Boixó             | la Vansa i Fórnols                                         | muntanya     |         | 42° 13′ 30″ N, 1° 29′ 03″ E / 42.225025°N,1.48404333°E 1271.4 msnm      |           |                             | Modifica les dades a Wikidata |
|        | Turó de les Forques       | la Vansa i Fórnols                                         | muntanya     |         | 42° 17′ 25″ N, 1° 28′ 48″ E / 42.2902°N,1.47991°E 1383.2 msnm           |           |                             | Modifica les dades a Wikidata |
|        | el Cogulló                | la Vansa i Fórnols                                         | muntanya     |         | 42° 13′ 35″ N, 1° 27′ 59″ E / 42.2264°N,1.46637°E 1403.4 msnm           |           |                             | Modifica les dades a Wikidata |
|        | el Pui                    | la Vansa i Fórnols                                         | muntanya     |         | 42° 15′ 34″ N, 1° 31′ 01″ E / 42.25948333°N,1.51698083°E 1581.2 msnm    |           | El Pui (la Vansa i Fórnols) | Modifica les dades a Wikidata |
|        | el Pujal                  | la Vansa i Fórnols                                         | muntanya     |         | 42° 14′ 51″ N, 1° 26′ 35″ E / 42.2476°N,1.44302°E 1136.8 msnm           |           |                             | Modifica les dades a Wikidata |
|        | el Reboller               | la Vansa i Fórnols                                         | muntanya     |         | 42° 14′ 37″ N, 1° 29′ 28″ E / 42.24366667°N,1.49098889°E 1253.1 msnm    |           |                             | Modifica les dades a Wikidata |
|        | la Mua                    | la Vansa i Fórnols                                         | muntanya     |         | 42° 16′ 53″ N, 1° 30′ 32″ E / 42.28139722°N,1.50885°E 1673.1 msnm       |           |                             | Modifica les dades a Wikidata |

## serra
| imatge | Nom                     | Ubicat a                                                   | instància de | Detalls    | coordenades                                                          | Protecció | Commons (més fotos)     | Dades a WD                    |
| ------ | ----------------------- | ---------------------------------------------------------- | ------------ | ---------- | -------------------------------------------------------------------- | --------- | ----------------------- | ----------------------------- |
|        | Montsec de Tost         | la Vansa i Fórnols Ribera d'Urgellet                       | serra        |            | 42° 15′ 44″ N, 1° 26′ 06″ E / 42.2622°N,1.43492°E                    |           | Montsec de Tost         | Modifica les dades a Wikidata |
|        | Serra de Boixeder       | la Vansa i Fórnols                                         | serra        |            | 42° 15′ 59″ N, 1° 30′ 15″ E / 42.2663°N,1.50421°E 1726.9 msnm        |           |                         | Modifica les dades a Wikidata |
|        | Serra de Port del Comte | la Coma i la Pedra Odèn Fígols i Alinyà la Vansa i Fórnols | serra        | Llarg: 4km | 42° 11′ 04″ N, 1° 31′ 13″ E / 42.184458°N,1.520207°E 2387 msnm       |           | Serra de Port del Comte | Modifica les dades a Wikidata |
|        | la Serra                | la Vansa i Fórnols                                         | serra        |            | 42° 14′ 57″ N, 1° 31′ 25″ E / 42.24919722°N,1.52363056°E 1234.4 msnm |           |                         | Modifica les dades a Wikidata |
|        | la Serreta              | Fígols i Alinyà la Vansa i Fórnols                         | serra        |            | 42° 11′ 07″ N, 1° 30′ 04″ E / 42.18526194°N,1.50123306°E             |           |                         | Modifica les dades a Wikidata |
|        | serra de Sisquer        | la Vansa i Fórnols                                         | serra        |            | 42° 15′ 23″ N, 1° 28′ 23″ E / 42.2563°N,1.47311389°E 1393.8 msnm     |           |                         | Modifica les dades a Wikidata |
|        | serra de la Guàrdia     | la Vansa i Fórnols                                         | serra        |            | 42° 12′ 18″ N, 1° 29′ 10″ E / 42.2051°N,1.48614°E 1874.8 msnm        |           |                         | Modifica les dades a Wikidata |

## Misc
| imatge | Nom                                     | Ubicat a                                                                                     | instància de                                  | Detalls                                                                       | coordenades                                                                                  | Protecció                                  | Commons (més fotos)             | Dades a WD                    |
| ------ | --------------------------------------- | -------------------------------------------------------------------------------------------- | --------------------------------------------- | ----------------------------------------------------------------------------- | -------------------------------------------------------------------------------------------- | ------------------------------------------ | ------------------------------- | ----------------------------- |
|        | Aqüeducte de la Vansa                   | la Vansa i Fórnols                                                                           | aqüeducte pont                                | Estil: arquitectura popular                                                   |                                                                                              | bé integrant del patrimoni cultural català |                                 | Modifica les dades a Wikidata |
|        | Banyeres                                | la Vansa i Fórnols                                                                           | nucli de població                             |                                                                               | 42° 15′ 58″ N, 1° 27′ 52″ E / 42.26621944°N,1.46446944°E                                     |                                            |                                 | Modifica les dades a Wikidata |
|        | Cadi                                    | la Vansa i Fórnols                                                                           | vèrtex geodèsic                               | Alt: 1.2m                                                                     | 42° 17′ 14″ N, 1° 35′ 00″ E / 42.287215°N,1.583381°E 2561.59 msnm                            |                                            |                                 | Modifica les dades a Wikidata |
|        | Castell de Fórnols                      | la Vansa i Fórnols                                                                           | castell                                       | Estil: arquitectura romànica 1277                                             | 42° 15′ 11″ N, 1° 30′ 53″ E / 42.253076°N,1.514749°E 1283 msnm                               |                                            | Castell de Fórnols              | Modifica les dades a Wikidata |
|        | Farga de la Vansa                       | la Vansa i Fórnols                                                                           | edifici                                       | Estil: arquitectura popular                                                   | 42° 14′ 35″ N, 1° 31′ 11″ E / 42.24314°N,1.51969°E                                           | bé integrant del patrimoni cultural català | Farga de Fórnols                | Modifica les dades a Wikidata |
|        | Forat del Boveret                       | la Vansa i Fórnols                                                                           | cova                                          |                                                                               | 42° 15′ 24″ N, 1° 25′ 47″ E / 42.2565786385556°N,1.42984977028381°E                          |                                            |                                 | Modifica les dades a Wikidata |
|        | Pins vells de l'Arp l, ll, lll          | la Vansa i Fórnols                                                                           | arbre singular                                | Taxon: Pinus uncinata (Pinus uncinata) Ample: 13.5m Alt: 18m Perímetre: 5.46m | 42° 12′ 01″ N, 1° 30′ 55″ E / 42.200161°N,1.51538°E ca:L'Arp, Sorribes de la Vansa 2085 msnm | arbre monumental                           | Pins vells de l'Arp             | Modifica les dades a Wikidata |
|        | Pont de Sant Julià dels Garrics         | la Vansa i Fórnols                                                                           | pont                                          | Estil: arquitectura popular                                                   | 42° 14′ 57″ N, 1° 27′ 41″ E / 42.24903°N,1.46152°E                                           | bé cultural d'interès local                | Pont de Sant Julià dels Garrics | Modifica les dades a Wikidata |
|        | Serres d'Odèn-Port del Comte            | Fígols i Alinyà la Vansa i Fórnols Odèn Josa i Tuixén Guixers                                | àrea protegida Pla d'Espais d'Interès Natural | 1992 Superfície: 10986.27703ha                                                | 42° 10′ 44″ N, 1° 28′ 04″ E / 42.178755°N,1.46784°E                                          |                                            | Serres d'Odèn - Port del Comte  | Modifica les dades a Wikidata |
|        | Tuixent - la Vansa                      | Josa i Tuixén la Vansa i Fórnols                                                             | estació d'esquí                               |                                                                               | 42° 12′ 52″ N, 1° 31′ 39″ E / 42.214323°N,1.527607°E 1830 2150 msnm                          |                                            |                                 | Modifica les dades a Wikidata |
|        | casa consistorial de la Vansa i Fórnols | la Vansa i Fórnols                                                                           | casa consistorial                             |                                                                               | 42° 14′ 01″ N, 1° 28′ 50″ E / 42.2336887°N,1.4804705°E                                       |                                            |                                 | Modifica les dades a Wikidata |
|        | la Granja                               | la Vansa i Fórnols                                                                           | granja                                        |                                                                               | 42° 15′ 36″ N, 1° 32′ 39″ E / 42.26004264045°N,1.54427311551411°E                            |                                            |                                 | Modifica les dades a Wikidata |
|        | refugi de l'Arp                         | la Vansa i Fórnols                                                                           | refugi de muntanya                            | 1978                                                                          | 42° 12′ 45″ N, 1° 31′ 22″ E / 42.212633°N,1.522778°E ca:Al Prat de l'Arp 1937 msnm           |                                            | Refugi de l'Arp                 | Modifica les dades a Wikidata |
|        | riu de la Vansa                         | la Vansa i Fórnols Josa i Tuixén Ribera d'Urgellet Fígols i Alinyà                           | curs d'aigua                                  | Desemboca: Segre                                                              | 42° 13′ 51″ N, 1° 33′ 31″ E / 42.2308°N,1.55868°E                                            |                                            | La Vansa River                  | Modifica les dades a Wikidata |
|        | serra del Cadí                          | Cava Josa i Tuixén Saldes Gisclareny Montellà i Martinet Alàs i Cerc la Vansa i Fórnols Bagà | serralada àrea protegida                      | Llarg: 22.6km Ample: 8km                                                      | 42° 17′ 08″ N, 1° 38′ 09″ E / 42.285691°N,1.635761°E                                         |                                            | Serra del Cadí                  | Modifica les dades a Wikidata |